# Thebacon
Thebacon (INN; pronounced /ˈθiːbəkɒn/), dihydrocodeinone enol acetate, es un opioide semisintético que es similar a la hidrocodona y se sintetiza más comúnmente a partir de tebaína. Thebacon es un derivado de la acetildihidrocodeína, donde solo el doble enlace 6-7 está saturado. Thebacon se comercializa como su sal de hidrocloruro con el nombre comercial Acedicon y como su bitartrato con Diacodin y otros nombres comerciales. La sal de hidrocloruro tiene una relación de conversión de base libre de 0,846. Otras sales utilizadas en la investigación y otros entornos incluyen fosfato, bromhidrato, citrato, yoduro y sulfato de thebacon. El Número de Control de Sustancias Controladas Administrativas de la DEA de EE. UU. Asignado por la Ley de Sustancias Controladas de 1970 para el thebacon y todas sus sales es 9737.

## Antecedentes
Es un narcótico analgésico de potencia intermedia y fue inventado en Alemania en 1924. Se usó principalmente en Europa como antitusivo, pero ya no se usa.
Actualmente, la dihidrocodeína y la nicocodeína se usan como reemplazos de codeína de segunda línea. Thebacon fue inventado en Alemania en 1924, cuatro años después de la primera síntesis de hidrocodona. La otra dihidromorfinona utilizada como antitusivo es la hidromorfona (jarabe para la tos Dilaudid); los otros antitusivos narcóticos están más directamente relacionados con la codeína o no están relacionados en absoluto (parientes de metadona de cadena abierta y tiambutenos). Thebacon está indicado para el dolor moderado a moderadamente intenso y la tos seca y dolorosa, como la hidrocodona. Tiene una duración de acción en el rango de 5 a 9 horas y las dosis generalmente comienzan con 5 mg cada 6 h. El medicamento se toma comúnmente por vía oral como elixir, tableta o cápsula, aunque la administración rectal y subcutánea tiene las mismas ventajas con la hidrocodona que tomar una tableta o polvo o un concentrado líquido por vía bucal o sublingual.

## Farmacodinámica
Debido al mecanismo de acción, la acedicona parece clasificarse entre morfina y codeína. Tiene un efecto analgésico e hipnótico menor que la morfina, pero mayor que la codeína , de la cual no difiere sustancialmente como un supresor de la tos. El acetato de dihidrocodeinona ejerce su efecto como un profármaco de sustancias opioides más fuertes, y en particular la hidromorfona, que se forma en el hígado por una vía metabólica que involucra el citocromo P450 (CYP2D6).
Thebacon es generado por el producto de esterificación del enol tautómero de hidrocodona (dihidrocodeineona) con anhídrido acético. Aunque la modificación de la tebaína es la forma más común de hacer el tocino, no se prepara de forma poco frecuente al refluir hidrocodona con anhídrido acético, generalmente similar a cómo se produce la diacetilmorfina. También es un producto del metabolismo de la hidrocodona por Pseudomonas putida M10, la bacteria utilizada para la recuperación de derrames de petróleo. Esto también produce una morfinona reductasa que puede convertir la morfina en hidromorfona en un proceso que produce otros opioides activos, como oximorfona, oximorfol o hidromorfinol como intermedios. La potencia analgésica y antitusiva de Thebacon es ligeramente mayor que la de su hidrocodona compuesta principal, que le da aproximadamente ocho veces la fuerza de miligramos de codeína. La acetilación en la posición 3 y la conversión en un semisintético de clase dihidromorfinona (en la posición 14 en el esqueleto de carbono de la morfina) permite que el medicamento ingrese más rápidamente en el sistema nervioso central en mayor cantidad donde se desacetila en hidromorfona y también se convierte por otros procesos en hidromorfinol, morfina y varias otras sustancias activas e inactivas; por lo tanto, aprovecha simultáneamente dos métodos para aumentar la efectividad de la morfina y sus derivados, los que son la hidrogenación catalítica (codeína en hidrocodona) y la esterificación (morfina en diamorfina, nicomorfina y c) de una manera similar a la dihidrodiacetilmorfina.

## Farmacocinética
Al igual que todos sus parientes químicos de esta clase (antitusivos narcóticos semisintéticos a base de codeína), el tocino ejerce su efecto analgésico y gran parte de su acción antitusiva y antiperistáltica como profármaco para opioides más fuertes y o de mayor duración, principalmente hidromorfona que se forma en el hígado por la vía enzimática del citocromo P450 2D6 (CYP2D6) y por la acetilmorfona. 

## Usos clínicos
Para fines analgésicos, en todas las formas dolorosas, es preferible el uso hipodérmico. No tiene acción nociva sobre la circulación o la respiración. Por esta razón, también se ha utilizado en personas con insuficiencia cardíaca
Como resultado, la efectividad de una dosis dada de thebacon variará entre los pacientes, y algunos alimentos y medicamentos pueden afectar varias partes del perfil de liberación, absorción, distribución, metabolismo y eliminación y, por lo tanto, una proporción variable de la potencia del tocino. Se puede decir que el tocino es el análogo 3-monoacetilmorfina de la hidrocodona o el análogo acetilmorfónico de la codeína. También es un pariente estructural cercano de 3,14-diacetiloximorfona. Tanto para el dolor como para la tos, Thebacon  se puede hacer más efectivo junto con AINE, relajantes musculares y o antihistamínicos como tripelenamina, hidroxicina, prometazina, feniltoloxamina y clorfeniramina.
Thebacon es una sustancia controlada de la Lista I en los Estados Unidos, que nunca ha estado en uso médico allí.
La sustancia está clasificada como una droga y está incluida en la lista N II en la convención general de drogas de 1961, así como en la lista II en Suecia.

## Efectos secundarios
En los sujetos tratados, el medicamento puede causar somnolencia, mareos, confusión mental, boca seca, inquietud, dolor de cabeza, alucinaciones, náuseas, vómitos, trastornos urinarios, trastornos visuales y la tendencia al estreñimiento son relativamente comunes.
En casos severos pueden ocurrir arritmias cardíacas, hipotensión arterial, depresión respiratoria.